# Одговорност за штету коју проузрокује дете
Одговорност за штету коју проузрокује дете представља умањење нечије имовине (обична штета) и спречавање њеног повећања (измакла корист), као и наношење другоме физичког или психичког бола или страха (нематеријална штета) од стране детета. Штета која је настала таквим случајем може бити имовинска односно материјална и неимовинска односно нематеријална штета. У праву, одговорност за штету коју проузрокује дете, спада под тзв. одговорношћу за друге а закон који се примењује, у овом случају, јесте Закон о облигационим односима Републике Србије и Закон о малолетним учиниоцима кривичних дела.

## Закон о облигационим односима Републике Србије
Облигационо право представља скуп правних правила којим се регулишу облигациони односи, док су облигациони односи такви друштвени односи у које људи улазе када једни од других траже неко давање, чињење, пропуштање или трпљење.. Општа начела о проузрокувању штете дата су члановима 154, 155, 156 и 157 Закона о облигационим односима Републике Србије.

### Члан 154
- Ко другоме проузрокује штету дужан је накнадити је, уколико не докаже да је штета настала без његове кривице.
- За штету од ствари или делатности, од којих потиче повећана опасност штете за околину, одговара се без обзира на кривицу.
- За штету без обзира на кривицу одговара се и у другим случајевима предвиђеним законом.

### Члан 155
Штета је умањење нечије имовине (обична штета) и спречавање њеног повећања (измакла корист), као и наношење другоме физичког или психичког бола или страха (нематеријална штета)

### Члан 156
- Свако може захтевати од другога да уклони извор опасности од кога прети знатнија штета њему или неодређеном броју лица, као и да се уздржи од делатности од које произлази узнемиравање или опасност штете, ако се настанак узнемиравања или штете не може спречити одговарајућим мерама.
- Суд ће на захтев заинтересованог лица наредити да се предузму одговарајуће мере за спречавање настанка штете или узнемиравања, или да се отклони извор опасности, на трошак држаоца извора опасности, ако овај сам то не учини.
- Ако штета настане у обављању општекорисне делатности за коју је добијена дозвола надлежног органа, може се захтевати само накнада штете која прелази нормалне границе.
- Али, и у том случају се може захтевати предузимање друштвено оправданих мера за спречавање наступања штете или за њено смањење.

### Члан 157
- Свако има право захтевати од суда или другог надлежног органа да нареди престанак радње којом се повређује интегритет људске личности, личног и породичног живота и других права његове личности.
- Суд, односно други надлежни орган може наредити престанак радње под претњом плаћања извесне новчане своте, одређене укупно или по јединици времена, у корист повређеног.

## Термин дете у правном смислу
Често се дешава да се, због неупућености у правне термине, мешају термини дете и малолетник и малолетно лице.
- Дететом се сматра лице које није навршило четрнаест година.
- Малолетником се сматра лице које је навршило четрнаест, а није навршило осамнаест година.
- Малолетним лицем сматра се лице које није навршило осамнаест година.
- Старији малолетник подразумева лице које је навршило 16 а није навршило година, док се под млађим малолетником подразумева лице које је навршило 14 година, али није навршило 16 година.[6]
- Млађе пунолетно лице је лице које је у време извршења кривичног дела навршило осамнаест година, а у време суђења није навршило двадесет једну годину.[4]

## Штета и врсте штете
Штета је умањење нечије имовине и спречавање њеног повећања, као и наношење физичког или психичког бола или страха другом лицу (нематеријална штета). Поред тога, важно је споменути и следеће појмове:
- Штетник (дужник накнаде штете) је лице које је проузроковало штету[7]
- Оштећени или жртва (поверилац накнаде) је лице коме је проузрокована штета[7]
- Застарелост – потраживање накнаде проузроковане штете застарева за три године од када је оштећеник сазнао за штету и за лице које је штету учинило (субјективни рок). У сваком случају ово потраживање застарева за пет година од када је штета настала (објективни рок). Потраживање накнаде штетенастале повредом уговорне обавезе застарева за време одређено за застарелост те обавезе. (ЗОО, чл. 376). После наступања застарелости права да захтева накнаду [штета|штете]], оштећеник може захтевати од одговорног лица, по правилима која важе у случају стицања без основа, да му уступи оно што је добио радњом којом је проузрокована штета. (ЗОО, чл. 209)[7]
- Свако је дужан да се уздржи од поступака којима се другом може проузроковати штета. (ЗОО чл. 16)[7]

### Врсте штете
Штета се може поделити на 2 подкатегорије. То су материјална (имовинска) штета и нематеријална (неимовинска) штета.

#### Материјална штета
Материјална (имовинска) штета се састоји у уништењу неке ствари, или у мањој или већој повреди, онемогућавању или отежању употребе ствари, или у некој сметњи због чијег уклањања је потребно направити трошкове који иначе не би били направљени. У питању је повреда неког имовинског интереса. Штетник је дужан да оштећеном накнади онај интерес који би овај имао да се није десио штетни догађај.
Постоје два вида материјалне штете:
- стварна (проста, обична) штета и
- изгубљена добит.

#### Нематеријална (неимовинска) штета
Нематеријална (неимовинска) штета се разликује од материјалне штете јер не представља имовински губитак. У неким правним системима она се и не назива штетом. Настаје усљед претрпљених душевних и физичких болова и страха.
За претрпљене физичке болове, претрпљени страх и претрпљене душевне болове због повреде законом заштићених личних права, суд може досудити накнаду Нематеријалне штете, када то оправдавају интензитет и дужина трајања болова и страха, водећи рачуна о значају повређеног добра и циљу коме служи та накнада, те да се не погодује тежњама које су неспојиве са природом и сврхом новчане накнаде Нематеријалне штете.

## Одговорност за штету коју проузрокује дете

### Одговорност за штету коју проузрокује малолетно лице испод 14 година
Лицу које у време извршења противправног дела, у закону предвиђеног као кривично дело, није навршило четрнаест година, не могу се изрећи кривичне санкције ни применити друге мере које предвиђа закон о малолетним учиниоцима кривичних дела.
Малолетна лица до навршене седме године живота су деликтно неспособна и за штету која она проузрокују другим лицима одговарају њихови родитељи, без обзира на своју кривицу. Родитељи се могу ослободити одговорности ако докажу да постоји неки од општих разлога за искључење одговорности. Родитељи неће одговарати ни ако је штета настала док је дете било поверено другом лицу и ако је то лице одговорно за штету. Дете до навршене седме године живота може, ипак, из разлога правичности бити обавезано да надокнади штету коју је другоме проузроковало под условом да се надокнада не може добити од лица које је било дужно да води надзор над њим и да је материјално стање детета (штетника) знатно повољније од материјалног стања оштећеног (ЗОО чл. 169).
За штету коју почини дете старије од седам година одговарају родитељи, осим ако докажу да је штета настала без њихове кривице.
Ако дете проузрокује штету док се налази под надзором неког трећег лица (вртић, школа, интернат, здравствена установа) одговара то лице под чијим се надзором дете налазило, али се то лице може ослободити одговорности ако докаже да је надзор вршило онако како је требало или да би штета настала и при брижљивом вршењу надзора. Ако се лице које је вршило надзор над дететом ослободи одговорности, за штету одговарају родитељи. Ако је дете проузроковало штету док је било под надзором трећег лица, за штету ће одговарати родитељи ако је штета настала услед лошег васпитања малолетника, рђавих примера или порочних навика које су му родитељи дали, или се и иначе штета може уписати родитељима у кривицу. У овом случају оштећени може да захтева надокнаду штете директно од родитеља, међутим, уколико штету надокнади лице које је вршило надзор над дететом, оно има право да од родитеља тражи регрес. Родитељи могу по основу правичности бити обавезани да надокнаде штету коју је проузроковало њихово малолетно дете способно за расуђивање под условом да малолетник није сам у стању да плати накнаду и да је материјално стање родитеља знатно повољније од материјалног стања оштећеног лица (ЗОО чл. 169)

### Одговорност за штету коју проузрокује малолетно лице изнад 14 година
Малолетна лица старија од 14 година су деликтно способна и одговарају за штету по општим правилима о одговорности. Закон који важи у том случају јесте Закон о малолетним учиниоцима крвичних дела и кривичноправној заштити малолетних лица.
Према малолетном учиниоцу кривичног дела могу се применити један или више васпитних налога за кривично дело за које је прописана новчана казна или казна затвора до пет година.

#### Васпитни налози
- поравнање са оштећеним како би се накнадом штете, извињењем, радом или на неки други начин отклониле, у целини или делимично, штетне последице дела;
- редовно похађање школе или редовно одлажење на посао;
- укључивање, без накнаде, у рад хуманитарних организација или послове социјалног, локалног или еколошког садржаја;
- подвргавање одговарајућем испитивању и одвикавању од зависности изазване употребом алкохолних пића или опојних дрога;
- укључивање у појединачни или групни третман у одговарајућој здравственој установи или саветовалишту.

#### Кривичне санкције
Малолетницима за учињена кривична дела могу се изрећи:
васпитне мере,
казна малолетничког затвора и мере безбедности предвиђене чланом 79. Кривичног законика, осим забране вршења позива, делатности или дужности.
Млађим Малолетницима могу се изрећи само васпитне мере, док старијим Малолетницима могу се изрећи васпитне мере, а изузетно може се изрећи казна малолетничког затвора.
Васпитне мере су:
- мере упозорења и усмеравања: судски укор и посебне обавезе;
- мере појачаног надзора: појачан надзор од стране родитеља, усвојиоца или стараоца, појачан надзор у другој породици, појачан надзор од стране органа старатељства, појачан надзор уз дневни боравак у одговарајућој установи за васпитавање и образовање малолетника;
- заводске мере: упућивање у васпитну установу, упућивање у васпитно-поправни дом, упућивање у посебну установу за лечење и оспособљавање.

Мере упозорења и усмеравања изричу се кад је потребно и довољно таквим мерама утицати на личност малолетника и његово понашање. Мере појачаног надзора изричу се кад за васпитавање и развој малолетника треба предузети трајније мере уз одговарајући стручни надзор и помоћ, а није потребно малолетниково потпуно одвајање из дотадашње средине. Заводске мере изричу се према малолетнику према коме треба предузети трајније мере васпитавања, лечења и оспособљавања уз његово потпуно одвајање из дотадашње средине, ради вршења појачаног утицаја на малолетника. Заводске мере изричу се као последње средство и могу трајати, у границама одређеним овим законом, само колико је потребно да би се остварила сврха васпитних мера.

##### Малолетнички затвор
Старијем малолетнику који је учинио кривично дело за које је законом прописана казна затвора тежа од пет година, може се изрећи казна малолетничког затвора ако због високог степена кривице, природе и тежине кривичног дела не би било оправдано изрећи васпитну меру.
Малолетнички затвор не може бити краћи од шест месеци ни дужи од пет година, а изриче се на пуне године и месеце. За кривично дело за које је прописана казна затвора двадесет година или тежа казна, или у случају стицаја најмање два кривична дела за која је прописана казна затвора тежа од десет година, малолетнички затвор може се изрећи у трајању до десет година.
Суд ће старијем малолетнику одмерити казну малолетничког затвора у границама које су овим законом прописане, имајући у виду сврху малолетничког затвора и узимајући у обзир све околности које утичу на висину казне (члан 54. Кривичног законика), а посебно степен зрелости малолетника и време које је потребно за његово васпитавање и стручно оспособљавање.
Старијем малолетнику за одређено кривично дело суд не може изрећи казну малолетничког затвора у трајању дужем од прописане казне затвора за то дело, али суд није везан за најмању меру прописане казне.